# Saint-Privat-de-Vallongue
Saint-Privat-de-Vallongue település Franciaországban, Lozère megyében. Lakosainak száma 248 fő (2022. január 1.). Saint-Privat-de-Vallongue Le Collet-de-Dèze, Saint-Michel-de-Dèze, Saint-Hilaire-de-Lavit, Saint-André-de-Lancize, Ventalon-en-Cévennes és Pont-de-Montvert-Sud-Mont-Lozère községekkel határos.

## Népesség
A település népessége az elmúlt években az alábbi módon változott:
| Lakosok száma | 277  | 198  | 255  | 265  | 257  | 242  | 227  | 222  | 223  | 248  |
|               | 1968 | 1982 | 1990 | 2006 | 2013 | 2015 | 2017 | 2019 | 2020 | 2022 |